# Política do Suriname

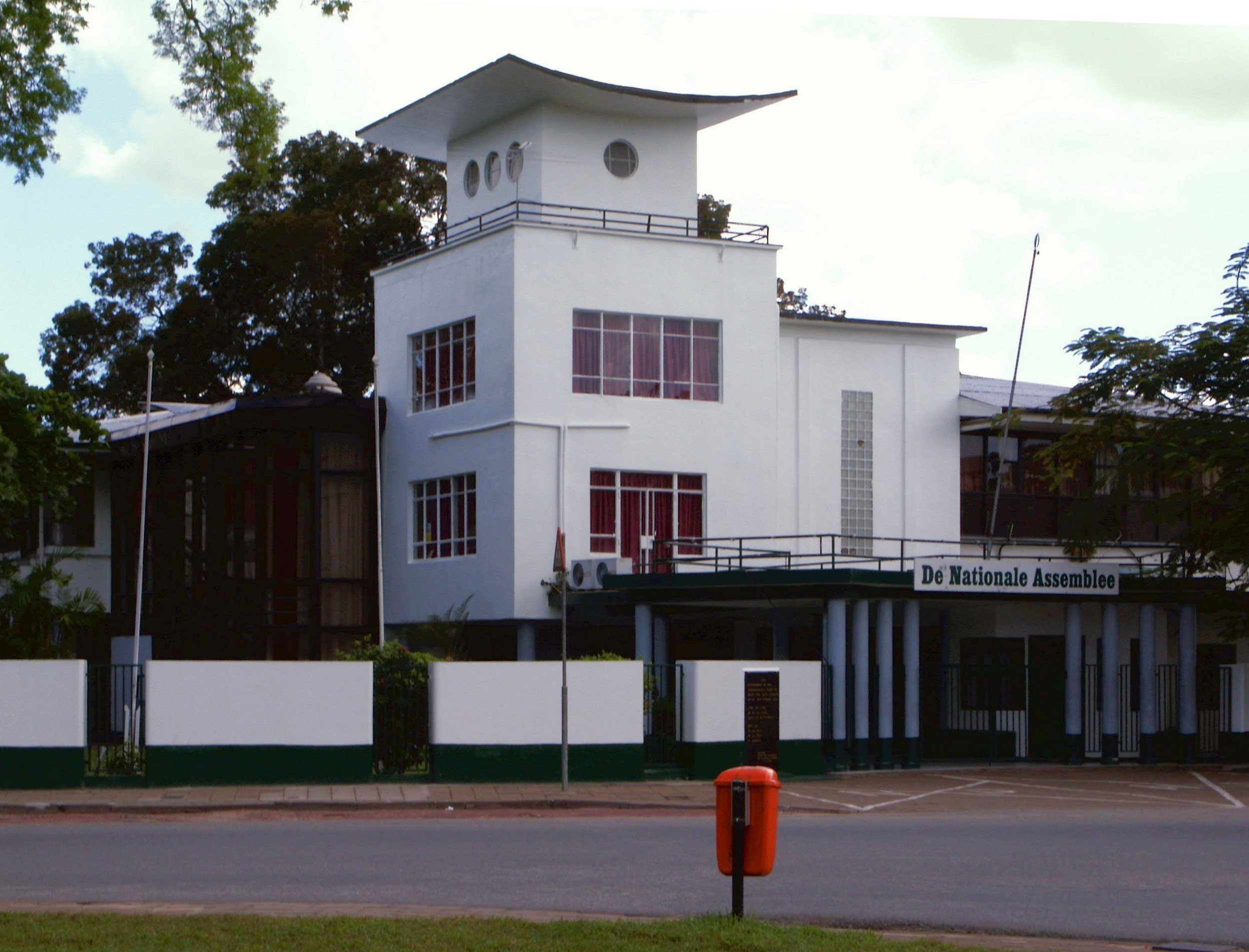
Assembleia Nacional do Suriname em Paramaribo.

O Suriname é uma democracia sujeita à constituição de 1987. O ramo legislativo do governo é a Assembleia Nacional, que consiste de 51 membros, eleitos pelo voto popular de cinco em cinco anos. A Assembleia Nacional elege o chefe do ramo executivo, o presidente, através de uma maioria de dois terços. Se nenhum candidato atingir essa maioria, o presidente é eleito pela Assembleia do Povo, uma instituição de 340 membros que é composta pelos membros da Assembleia Nacional e por representantes regionais.
O presidente é Chefe de Estado e Chefe de Governo, exercendo mandato de cinco anos.
O Suriname é um membro de pleno direito do CARICOM.